# Бразилски бодљикави хрчак
Бразилски бодљикави хрчак (лат. Abrawayaomys ruschii, рус. Бразильский колючий хомяк) је врста сисара из реда глодара (Rodentia) и породице хрчкова (Cricetidae). 

## Распрострањење
Врста има станиште у Бразилу и Аргентини.

## Станиште
Станишта врсте су: шуме и бамбусове шуме. 

## Угроженост
Ова врста је наведена као последња брига, јер има широко распрострањење и честа је врста.